# Montecristo (serie de televisión de 2023)
Montecristo es una miniserie de televisión por internet producida por Secuoya Studios y William Levy Entertainment para TelevisaUnivision, en el 2023. La serie está basada en la novela de 1844 de Alexandre Dumas El conde de Montecristo, siendo adaptada por Lidia Fraga y Jacobo Díaz. Se lanzó a través de Vix el 14 de abril de 2023.
Esta protagonizada por William Levy y Esmeralda Pimentel, junto a un reparto coral.

## Reparto

### Principales
- William Levy como Edmundo Dantés / Alejandro Montecristo
- Esmeralda Pimentel como Haydée Hernández
- Roberto Enríquez como Fernando Álvarez Mondego
- Juan Fernández como Cristóbal Herrera
- Silvia Abascal como Mercedes Herrera
- Itziar Atienza como Helena Vilaforte
- Guiomar Puerta como Alba Mondego
- Héctor Noas
- Franky Martín como Jackie
- Vladimir Cruz
- Alberto Olmo
- Roberto San Martín
- Javier Godino
- Julia Reina
- Ana Álvarez

### Recurrentes
- Andrew Tarbet
- Ramón Esquinas

## Episodios
| N.º | Título      | Fecha de lanzamiento original |
| --- | ----------- | ----------------------------- |
| 1 | «Odio»      | 14 de abril de 2023           |
| Montecristo llega a España para vengarse. Ha diseñado su plan al milímetro, pero el odio le ciega y sus enemigos son más poderosos de lo que cree.                                    |             |                               |
| 2 | «Pasado»    | 14 de abril de 2023           |
| Montecristo se mete en la boca del lobo. En el palacio de Cristóbal tendrá que enfrentarse a su pasado y a una nueva amenaza: alguien le ha reconocido. La venganza pende de un hilo. |             |                               |
| 3 | «Atracción» | 14 de abril de 2023           |
| Helena se siente atraída por Montecristo, pero para él no es fácil dar un paso adelante con ella. Y menos ahora que Haydée podría abandonarlo.                                        |             |                               |
| 4 | «Por amor»  | 14 de abril de 2023           |
| Montecristo pone en peligro su vida para ayudar a Haydée. Cada vez le cuesta más reprimir sus sentimientos hacia ella, pero un fantasma del pasado reaparece para cambiarlo todo.     |             |                               |
| 5 | «Triángulo» | 14 de abril de 2023           |
| Mercedes ha vuelto y Montecristo se debate entre su viejo amor y el nuevo, el rencor y el perdón.                                                                                     |             |                               |
| 6 | «Venganza»  | 14 de abril de 2023           |
| Una tragedia precipita la venganza de Montecristo. Devastado por el dolor y la culpa, se dispone a destruir a sus enemigos, aún a costa de perder su vida y condenar su alma.         |             |                               |

## Producción

### Desarrollo
El 13 de enero de 2022, se anunció que Pantaya, Secuoya Studios y William Levy Entertainment coproducirían una adaptación de la novela de 1844 de Alexandre Dumas, El conde de Montecristo. El rodaje comenzó en junio de 2022 en Madrid y Canarias. El 24 de enero de 2023, se anunció que la serie se estrenaría en Vix, luego de la adquisición de Pantaya por parte de TelevisaUnivision.

### Selección de reparto
En enero de 2022, se anunció que Levy protagonizaría el personaje principal. En abril de 2022, se anunció que Esmeralda Pimentel será la protagonista femenina de la serie.

## Lanzamiento
Montecristo se lanzó en el continente americano a través de Vix+ el 14 de abril de 2023. Mientras que en España, Movistar Plus+ adquirió los derechos de la serie para lanzarse desde el 21 de abril de 2023.